# Robert Cals
Robert Cals était un joueur français de rugby à XV, né le 19 mars 1913 à Pezens et mort le 30 novembre 1994 dans le 14ème arrondissement de Paris. Il a joué au poste de trois-quart aile (1,80 m pour 85 kg) au Racing club de France et en équipe de France. 
Il exerça, par ailleurs, la profession de docteur en médecine. 

## Carrière de joueur

### En club
- Racing club de France

### En équipe nationale
Il a disputé un test match contre l'Allemagne le 27 mars 1938.